# Bad Aibling
Bad Aibling är en stad i Landkreis Rosenheim i Regierungsbezirk Oberbayern i förbundslandet Bayern i Tyskland.  Bad Aibling, som har 29 Ortsteile, har cirka 20 000 invånare.
Orten namn förändrades under tiden. Den förekommer som Epininda i en urkund från 804 och som Eipilingas i ett dokument från 844. Bad Aibling blev 1321 köping (Markt) och fick 1833 stadsrättigheter. Orten besöktes 1844 av läkaren Desiderius Beck som upptäckte en källa med mineralrikt vatten. Kort efteråt byggdes en badanläggning med vanliga bassänger och gyttjebad. Sedan 1895 får samhället officiellt föra ordet "Bad" i namnet. Sedan en borrning till ett djup av 2 300 meter bedrivs en del av ortens spa med 39 grader varmt vatten.
Mellan Andra världskrigets slut och 2004 hade den amerikanska armén ett flygfält intill staden.
Varje år hölls en internationell festival för gitarrspel i Bad Aibling.